# Nazlı Ilıcak
Nazlı Ilıcak (geboren am 14. November 1944 in Ankara) ist eine türkische Journalistin und ehemalige Abgeordnete der Fazilet Partisi (Tugendpartei).

## Leben
Ilıcaks Vater ist der ehemalige Minister Muammer Çavuşoğlu. Sie besuchte das französische Gymnasium Notre Dame de Sion Fransız Lisesi in Istanbul und studierte anschließend an der Universität Lausanne. Im Jahr 1969 heiratete sie den Besitzer der Zeitung Tercüman, Kemal Ilıcak. Aus der Ehe gingen ein Sohn und eine Tochter hervor. Bis 1988 leitete Ilıcak die Zeitung Bulvar der Tercüman-Gruppe. Zwischen 1992 und 1994 moderierte sie für den staatlichen Sender TRT eine politische Sendung. Ferner schrieb Ilıcak für zahlreiche Tageszeitungen.
Bei der Parlamentswahl in der Türkei 1999 errang Ilıcak einen Sitz für die islamistische Fazilet Partisi. Bekannt wurde sie dabei dadurch, dass sie bei der Vereidigung die Abgeordnete Merve Kavakçı begleitete, die den Eid mit Kopftuch ablegen wollte, was verboten war und für Aufsehen sorgte. Die Partei wurde 2001 verboten. Ilıcak verlor ihr Mandat und erhielt ein fünfjähriges Politikverbot. Im Jahr 2011 kandidierte Ilıcak intern für eine Aufstellung als Abgeordnetenkandidatin der Regierungspartei AKP, wurde jedoch nicht aufgestellt.
Die Zeitung Sabah trennte sich Ende 2013 aufgrund von „Meinungsverschiedenheiten“ von Ilıcak, nachdem sie einige regierungskritische Artikel verfasst und in einer Fernsehsendung den Rücktritt von Ministern wegen der Unterschlagungsaffäre gefordert hatte. Ilıcak kommentierte ihren Rauswurf mit dem Tweet „Anstelle meiner Persönlichkeit habe ich meine Arbeit verloren“. Ab März 2014 arbeitete Ilıcak als Moderatorin einer Sendung von Kanal D. Die Sendung wurde Ende 2015 eingestellt.
Im Jahr 2015 stand sie wegen Beleidigung des Ministerpräsidenten Ahmet Davutoğlu vor Gericht und der Richter verfügte eine Zwangsvorführung.

## Festnahme und Haft
Ilıcak, deren Nähe zum Gülen-Netzwerk bekannt war, wurde im Zuge der Maßnahmen nach dem Putschversuch in der Türkei 2016 wenige Tage nach dem Putschversuch in Bodrum festgenommen. Ende Juli 2016 wurde Untersuchungshaft verhängt. In der Hauptanklageschrift der Staatsanwaltschaft Istanbul werden Ilıcak und die Brüder Mehmet Altan und Ahmet Altan als „Elemente in den Medien, die sich an dem Putschversuch einer Terrororganisation beteiligt haben“, bezeichnet. Sie sollen laut Presseberichten in einer Sendung „subliminale“ Andeutungen über den bevorstehenden Putsch gemacht haben.
Am 16. Februar 2018 wurde sie, wie auch die Gebrüder Altan und drei weitere Journalisten, zu lebenslanger Haft verurteilt.
Der EGMR verurteilte die Türkei wegen der langen Untersuchungshaft der regierungskritischen Journalistin Nazlı Ilıcak. Es habe keine plausiblen Gründe gegeben, Ilıcak wegen ihrer Tätigkeit als Journalistin der Terrorunterstützung zu verdächtigen, befand der EGMR (Az. 1210/17). Die Türkei muss Ilicak nun 16.000 Euro Schadensersatz zahlen.